# Epidendrum dunstervilleorum
Epidendrum dunstervilleorum är en orkidéart som beskrevs av Ernesto Foldats. Epidendrum dunstervilleorum ingår i släktet Epidendrum och familjen orkidéer. Inga underarter finns listade i Catalogue of Life.